# 버드라이프 인터내셔널
버드라이프 인터내셔널(BirdLife International)은 국제 생물 보존 기구로 세계의 새와 그 새의 서식지를 보호하는 일을 한다. 원래 이름은 국제조류보호회의(International Council for Bird Preservation, 줄여서 ICBP)였다. 왕립조류보호협회, 말레이시아 자연보호 협회, 국립야생동물보호협회, Gibraltar Ornithological & Natural History Society, Bombay Natural History Society, Royal Australasian Ornithologists Union, Royal Forest and Bird Protection Society of New Zealand, BirdWatch Ireland 등과 파트너 관계를 갖고 있는 국제적인 보존 연합이다.
버드라이프 인터내셔널은 국제자연보호연맹의 공식 조류 적색 목록 위원회이다.

## 역사
버드라이프 인터내셔널은 1922년에 조류학자 T. 길버트 피어슨과 Jean Théodore Delacour가 "국제조류보호회의"라는 이름으로 창설하였다. 제2차 세계대전 이후 폐지에 이른 로비 그룹이 1983년에 전문적인 지도자를 선임함으로써 다시 활동하게 되면서 1993년에 이 이름을 버드라이프 인터내셔널로 바꾸게 되었다.

## 지역
버드라이프 인터내셔널은 아프리카, 아메리카 대륙, 아시아, 유럽, 중앙아시아, 중동, 태평양을 포함한 지역들에 대해 보존 작업 계획을 수행한다.